# Ronny Deila
Ronny Deila (Porsgrunn, 1975. szeptember 21. –) norvég korosztályos válogatott labdarúgó, edző. 2024 óta az amerikai Atlanta United vezetőedzője.

## Pályafutása

### Játékosként
Deila a norvégiai Porsgrunnban született. A pályafutását az Urædd csapatában kezdte.
1992-ben debütált az Urædd felnőtt keretében. 1993-ban az Oddhoz igazolt, ahol egészen 2004-ig futballozott. 2004-ben a Viking, majd 2006-ban a Strømsgodset szerződtette. 
Tagja volt a norvég U17-es, U18-as és U21-es válogatottnak is.

### Edzőként
Edzői pályafutását a Broddnál kezdte 2005-ben, ahol csak egy rövid időt töltött ebben a pozícióban. 2008-ban a korábbi klubja, a Strømsgodset trénere lett. 2010-ben sikerült megnyerniük a kupát, majd 2013-ban a első osztályt is, így megszerezve a klubnak a második bajnoki címét. 2014-ben a skót Celtichez igazolt. A skótokkal két bajnokságot és egy ligakupát nyert. 2017-ben visszatért Norvégiába és a Vålerengánál folytatta pályafutását.
2020-ban az észak-amerikai első osztályban szereplő New York City szerződtette. A 2021-es szezon alapszakaszában a keleti konferenciában az első helyig jutottak, majd a bajnokság második, kieséses szakaszának döntőjében, a Portland Timbers tizenegyesekkel legyőzve megszerezték a bajnoki trófeát is. 2022 és 2024 között a belga Standard Liège és Club Brugge, illetve az egyesült arab emírségekbeli el-Vahda vezetőedzője volt. 2025-ben az MLS-ben szereplő Atlanta Unitedhez csatlakozott.

## Sikerei, díjai

### Játékosként
Odd
- Norvég kupa
  - Győztes (1): 2000

### Edzőként
Strømsgodset
- Tippeligaen
  - Bajnok (1): 2013

- Norvég kupa
  - Győztes (1): 2010

 Celtic
- Scottish Premiership
  - Bajnok (2): 2014–15, 2015–16

- Skót Ligakupa
  - Győztes (1): 2014–15

 New York City
- MLS
  - Bajnok (1): 2021